# قبر فراماسون

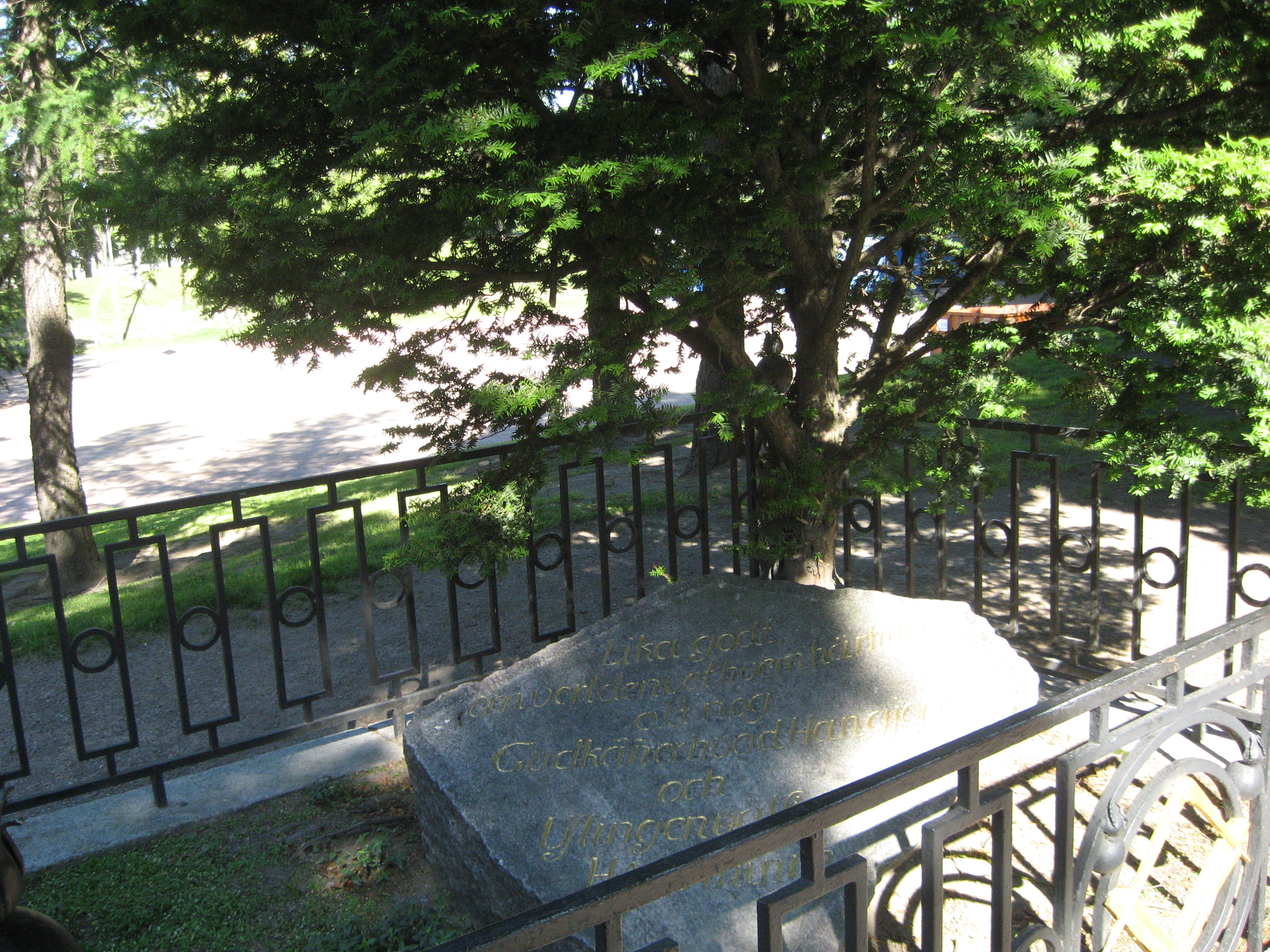
نمایی از قبر فراماسون در کایسانیمی

قبر فراماسون (انگلیسی: Freemason's Grave) بنای یادبود گوری در شمال غربی پارک کایسانیمی واقع در محله تجاری کلووی در هلسینکی (پایتخت فنلاند) است.
این گور به یاد فردریک گراناتن‌یلم افسر توپخانه استحکامات سیومنلینا برپا شد. وی پس از کنار گذاشتن حرفه نظامی‌گری به هلسینکی برگشت و در امور نیکوکاری و خیریه شهرتی فراوان بدست آورد.

## شبهات دربارهٔ کیش سیاسی گراناتن‌یلم
آنچه دربارهٔ فردریک گراناتن‌یلم (۱ مه ۱۷۰۸–۱۳ دسامبر ۱۷۸۴) صاحب این گور محرز و قطعی است هویت اشرافزاده و ملیت سوئدی و شرکت او در ۲ جنگ موسوم به نبرد هفت ساله و جنگ سربازان است؛ بنابراین علی‌رغم نام این بنا که احتمالاً از تزئینات مربع و قطب‌نمای آن گرفته شده‌است، مشخص نیست که آیا خود گراناتن‌یلم نیز یکی از اعضای فراماسونرها بوده‌است یا خیر. برخی از مورخان بر این باورند، که به‌طور قطع مشخص است که وی پس از مرگ به عنوان عضوی افتخاری از شبه ماسون والهالا-اوردن (فرقه ماسونی فنلاند تأسیس شده در سال ۱۷۸۳) شناخته شده‌است.
سرشناسی قبر فراماسون از این منظر مهم است که تنها گور واقع در فنلاند است که در خارج از محوطه رسمی یک کلیسا قرار دارد. و یکی از نقاط گردشگری مهم در هلسینکی به‌شمار می‌آید.

## بنای یادبود بالای قبر
همزمان با درگذشت فردریک گراناتن‌یلم طرح‌های متفاوتی برای دفن و محل مقبره وی ارائه شد که هیچ‌کدام عملی نشدند. طرح نصب مجسمه‌ای از وی نیز بی پایان ماند. در نهایت لارس یگرهورم آنچه اکنون نیز موجود است شامل سنگ بنای یادبود، و سنگ نوشته را در این محل سروشکل داد. روی سنگ نوشته نمادهای ماسونی با طلا حکاکی شده و نمادهایی از توپخانه‌های صحرایی نیز برآن دیده می‌شود. حفاظ نرده‌ای بعدها به بنای یادبود اضافه شد.

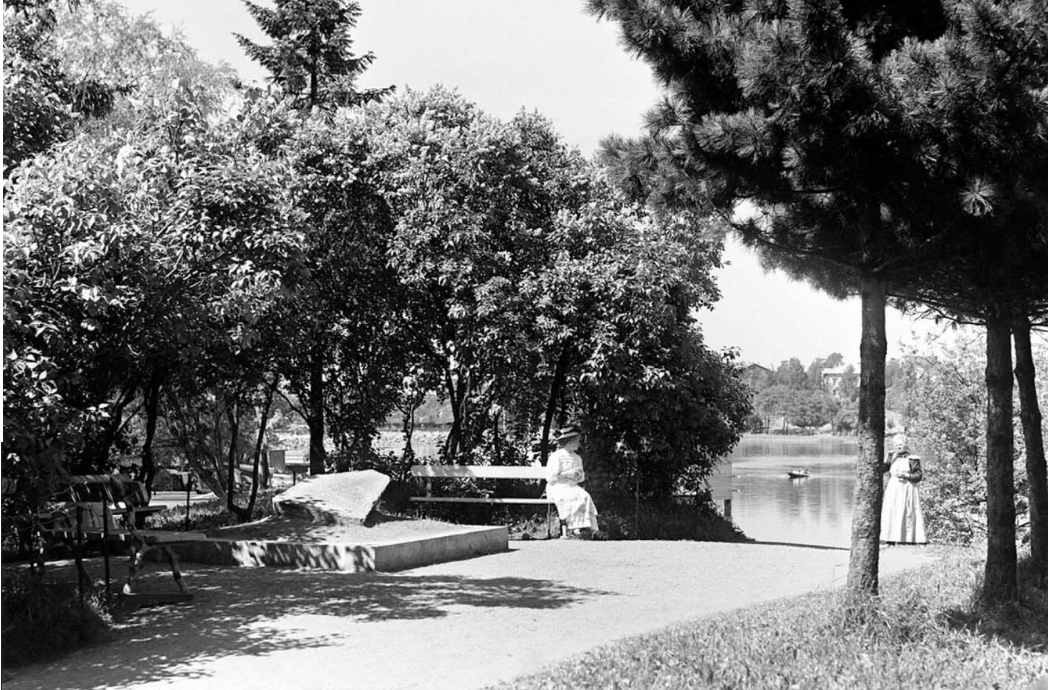
نمایی از قبر فراماسون در سال ۱۹۰۸. گور هنوز فاقد حفاظ نرده‌ای است.